# Dubiaranea fusca
Dubiaranea fusca là một loài nhện trong họ Linyphiidae. Loài này được phát hiện ở Peru.